# Ludwig Denecke
Ludwig Denecke (* 26. Februar 1905 in Hameln; † 12. September 1996 in Hann. Münden) war ein deutscher Germanist und Handschriftenbibliothekar.

## Leben
Denecke wuchs in Hannover auf. Von 1914 bis 1923 besuchte er das von seinem Vater geleitete Friedrichs-Gymnasium Herford. Nach dem Abitur in Halle (Saale) studierte er an der Friedrichs-Universität Halle Germanistik, klassische Philologie, Geschichte und Archäologie. 1923 wurde er mit Detlev Brüning Fuchs im väterlichen Corps Palaiomarchia. Nach vier Semestern wechselte er für ein Jahr an die Universität Freiburg im Breisgau, wo er sich 1925 auch dem Corps Rhenania Freiburg anschloss. Die letzten sieben Semester verbrachte er an der Preußischen Universität Greifswald. Für das Corps Guestfalia Greifswald war er in mehr als hundert Mensuren Sekundant.
Mit einem Thema aus dem Mittelhochdeutschen bei Wolfgang Stammler wurde Denecke am 19. Dezember 1929 zum Dr. phil. promoviert. Für ein Zusatzsemester ging er an die Universität Leipzig. Dort wurde er 1930 Mitarbeiter am Deutschen Wörterbuch der Brüder Grimm bei der Preußischen Akademie der Wissenschaften.
Zum 1. November 1932 trat Denecke der NSDAP bei (Mitgliedsnummer 1.364.025). Nach dem Staatsexamen für das höhere Lehramt in Greifswald ging er 1933 als Bibliothekar in den Höheren Dienst an Wissenschaftlichen Bibliotheken, zunächst in die Universitätsbibliothek, dann nach bestandenem Fachexamen („Die Bibliothek der Brüder Grimm“) in die Handschriftenabteilung der Preußischen Staatsbibliothek zu Berlin. Er kam 1940 als Panzergrenadier zur Wehrmacht, wurde 1942 Soldat der Waffen-SS und geriet später in Kriegsgefangenschaft. 1948 wurde er entlassen. In Meldorf, dem Fluchtort der Familie, machte Denecke sein Gesellenstück als Ofensetzer. 1949 kam er wieder in den Bibliotheksdienst, zunächst als Bibliotheksrat in die Niedersächsische Staats- und Universitätsbibliothek Göttingen und im Mai 1959 als Direktor an die Murhardsche und Landesbibliothek in Kassel. Die Deutsche Forschungsgemeinschaft beauftragte ihn mit der Beschreibung ihrer 4.500 Buchhandschriften. Ihr angegliedert wurde das am 4. Januar 1960 eröffnete Brüder Grimm-Museum Kassel, das Denecke als Leiter zu einer international anerkannten Forschungsstätte machte.
Als er nach der Pensionierung 1969 nach Hannoversch Münden übersiedelt war, begann er eine lebhafte wissenschaftliche Tätigkeit auf den Gebieten des Bibliothekswesens, der Altgermanistik, der Handschriftenkunde, Studentengeschichte und besonders der Brüder-Grimm-Forschung. Er leitete den Heimat- und Geschichtsverein Sydekum und galt als „das heimatpflegerische Gewissen der Stadt Münden“.
Aus der ersten Ehe mit seiner Kommilitonin Lotte geb. Borchers stammen zwei Söhne und zwei Töchter. 1961 erhielt er die Corpsschleife und 1965 das Band der Guestphalia Bonn und Greifswald zu Bonn. Das Corps Masovia verlieh ihm 1960 das vierte Band. In zweiter Ehe war Denecke seit 1969 mit Irmgard geb. Reisse verheiratet. Mit seiner zweiten Frau hielt er lebhafte Verbindung zu seinen Corps, auf deren studentische Fechtwaffen er 23 Partien gefochten hatte.

## Bedeutung
Bleibende Verdienste hat Denecke vor allem um die Methodik zentralisierter Handschriften- und Autographenkatalogisierung und um die Brüder-Grimm-Forschung. Er veröffentlichte u. a. Die Nachlässe in den Bibliotheken der Bundesrepublik Deutschland und Bibliotheken im mittelalterlichen Fritzlar. Denecke war kooptiertes Mitglied des wissenschaftlichen Beirats der Gesellschaft für burschenschaftliche Geschichtsforschung.

## Ehrungen
- Hessischer Kulturpreis (1985)[10][11]
- Dr. phil. h. c. der Gesamthochschule Kassel (1985)[12][13]
- Großer Preis der Deutschen Akademie für Kinder- und Jugendliteratur e. V. Volkach (1985)
- Brüder-Grimm-Medaille der Akademie der Wissenschaften zu Göttingen (1985)[14]
- Ehrenmitglied der Europäischen Märchengesellschaft (28. September 1986)
- Orden der Jugoslawischen Fahne mit goldenem Kranz
- Ehrenring der Stadt Hann. Münden[15]

## Schriften
- (Bearb. mit Irmgard Teitge): Die Bibliothek der Brüder Grimm. Annotiertes Verzeichnis des festgestellten Bestandes. Hrsg. von Friedhilde Krause. Böhlau, Weimar 1989.
- mit Karl Schulte Kemminghausen: Die Brüder Grimm. In Bildern ihrer Zeit. 2. Auflage, Röth, Kassel 1980.
- (Bearb.): Die Nachlässe in den Bibliotheken der Bundesrepublik Deutschland. Boldt, Boppard am Rhein 1969; völlig neu bearb. von Tilo Brandis, 2. Auflage, Boldt, Boppard am Rhein 1981.
- Jacob Grimm und sein Bruder Wilhelm. Metzler, Stuttgart 1971.